# Shiraz Minwalla

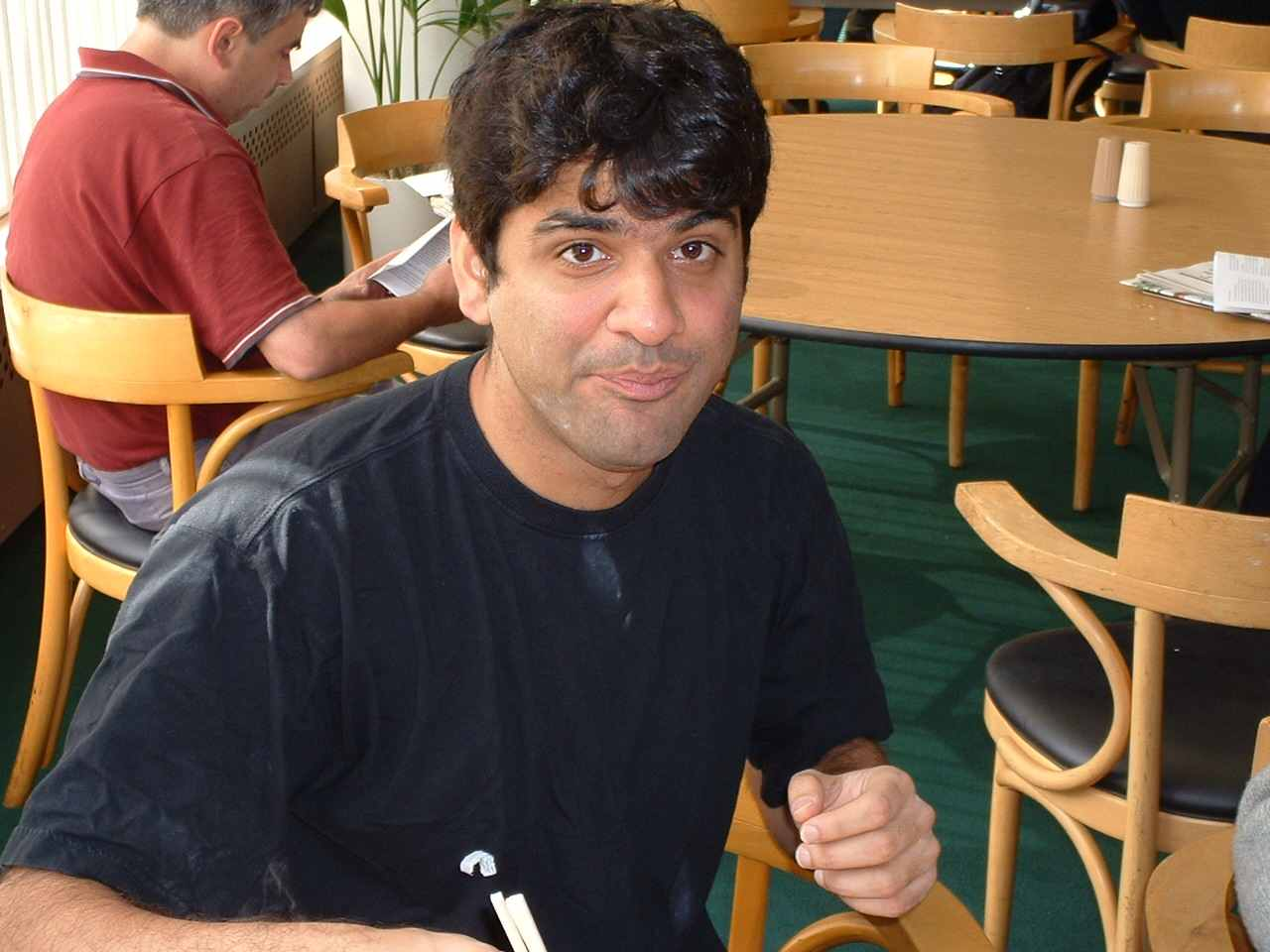
Shiraz Minwalla an der Harvard University

Shiraz Minwalla (* 2. Januar 1972 in Mumbai) ist ein indischer Stringtheoretiker.
Er studierte am Indian Institute of Technology in Kanpur, an dem er 1995 seinen Abschluss machte und wurde bei Nathan Seiberg an der Princeton University promoviert. Er war Junior Fellow und Assistant Professor an der Harvard University und ist am Tata Institute of Fundamental Research in Mumbai.
Seine Beiträge zur theoretischen Physik sind unter anderem die Berechnung von Dreipunktfunktionen in N=4 supersymmetrischer Yang-Mills-Theorie und AdS/CFT (Verbindung zur Navier-Stokes-Gleichung der Hydrodynamik), nichtkommutative perturbative Dynamik (mit Nathan Seiberg und Mark van Raamsdonk, nichtkommutative Solitonen), OM-Theorie (mit Nathan Seiberg, Andrew Strominger und Rajesh Gopakumar) und Beiträge zur Tachyon-Kondensation.
2010 erhielt er den ICTP Preis und 2010 den Shanti-Swarup-Bhatnagar-Preis. 2013 erhielt er den Infosys Preis.
Für 2014 wurde ihm der New Horizons in Physics Prize zugesprochen, für Pionierarbeiten in Stringtheorie und Quantenfeldtheorie und speziell für seine Arbeiten über den Zusammenhang von Gleichungen der Hydrodynamik und der Allgemeinen Relativitätstheorie (Laudatio).